# Lázně Toušeň
Lázně Toušeň ([ˈlaːzɲɛ ˈtɔʊʃɛɲ]) (deutsch Bad Tauschim) ist ein Kurort in der Region Středočeský kraj (Tschechien).

## Geographische Lage
Der Marktflecken befindet sich östlich von Prag am Zusammenfluss der Elbe und der Jizera zwischen Brandýs nad Labem-Stará Boleslav und Čelákovice, in einer Region reich an Geschichte.

## Geschichte

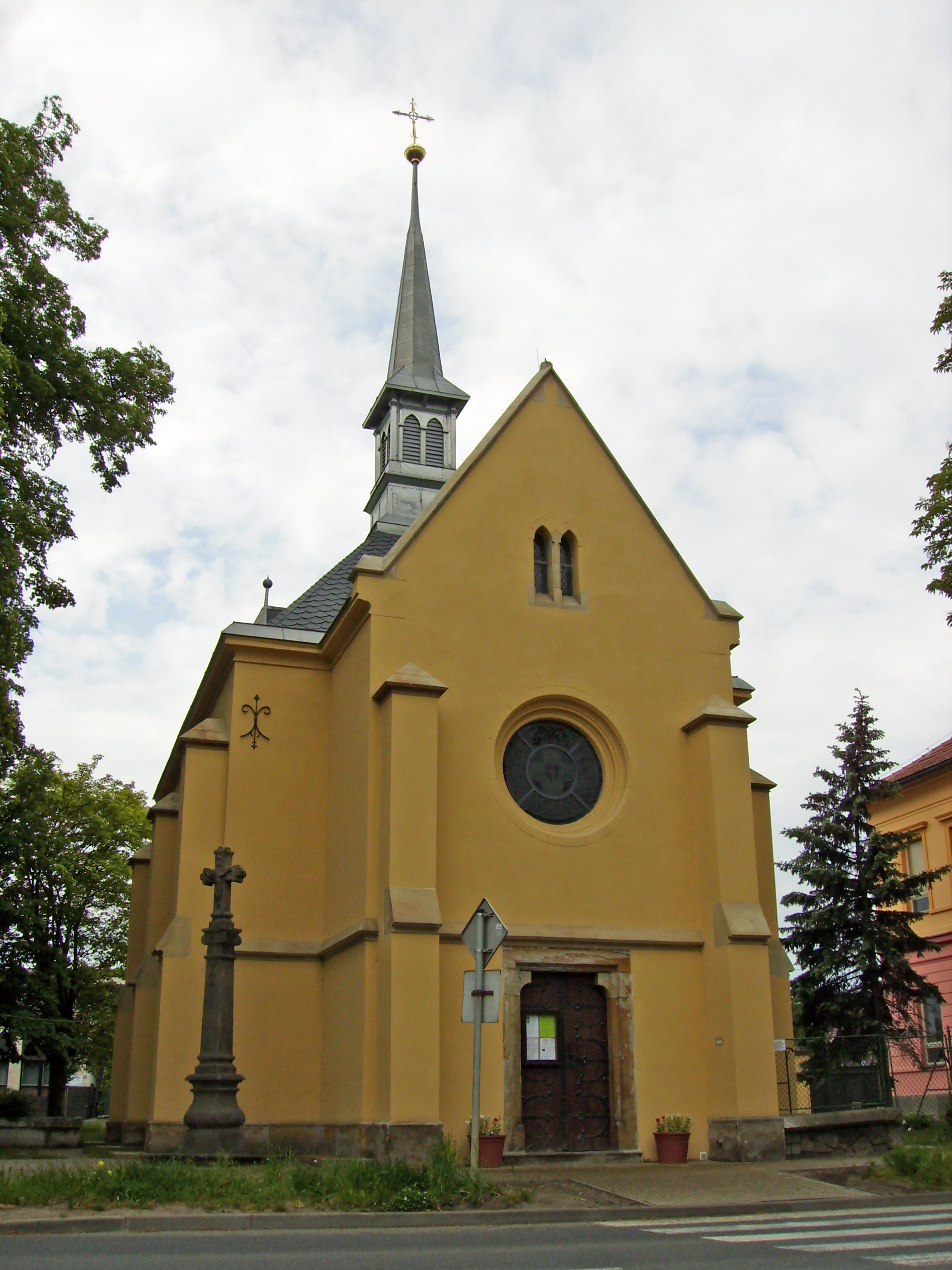
Kirche des Hl. Florian

1293 wurde der Ort erstmals schriftlich erwähnt, war davor jedoch schon fünf Jahrhunderte besiedelt. Der Ort diente als Wachposten der Elbfurt, die am Salzweg lag. Im 13. Jahrhundert gehörte Tauschin zum Lehenvermögen des Königs. Unter der Herrschaft des Johann von Luxemburg kamen die Ländereien in die Hände der Herren von Michalovitz. Karl IV. verfasste hier während seines Aufenthaltes seine religiösen Gedanken, die er in seinen Memoiren später niederschrieb. Während der Hussitenkriege wurde der Ort von Jan Želivský belagert und später durch Prager Heere besetzt. 1468 ging die Stadt wieder in die Hände des böhmischen Königs Georg von Podiebrad, dessen Söhne sie aber wieder verkauften. Anfang des 16. Jahrhunderts erwarb der Prager Bürgermeister Jan Pašek z Vratu den Flecken, begann mit dem Bau des Renaissanceschlosses und legte erste Weinberge und Hopfengärten an. 1547 gehörte der Ort wieder der Krone, Eigentümer war dieses Mal der böhmische König und spätere Kaiser Ferdinand I. Anfang des 17. Jahrhunderts war Tauschin eine Station der Breslauer und schlesischen Post. Zur Zerstörung des Ortes kam es während des Dreißigjährigen Krieges durch die Schweden. Erst Ende des 17. Jahrhunderts, als der Ort in die Hände der Familie Waldstein kam, erlebte er einen neuen Aufschwung. In der zweiten Hälfte des 19. Jahrhunderts wurde ein Markt eingerichtet, 1868 eine Zuckerfabrik eröffnet und 1868 wurden die Badeanstalten durch Jan Králík erbaut. 1979 wurde der Ort zur Stadt erhoben. 1991 verlor er die Stadtrechte und wurde Kurort. Im Jahre 2006 erfolgte die Erneuerung des Status eines Městys.
Der Kurort hatte mehrere berühmte Besucher, darunter den Dichter Josef Svatopluk Machar, den letzten österreichischen Kaiser Karl I., den Komponisten Leoš Janáček, die Opernsänger Emil Pollert und Otakar Mařák, den Schauspieler und Regisseur Karel Želenský, die Schriftsteller Josef Čapek und Karel Čapek, den Langstreckenläufer Emil Zátopek und weitere. Von zeitgenössischen Persönlichkeiten erholten sich hier die Sportler Jarmila Kratochvílová, Helena Fibingerová, Ludvík Daněk, Jan Železný und Petr Korda, die Opernsängerin Jarmila Novotná, Schriftsteller Adolf Branald und Bohumil Hrabal.

## Kultur und Sehenswürdigkeiten
- Kirche und Kapelle des Hl. Florian (1890)
- Wassermühle
- Alte Vogtei
- Rathaus

## Wirtschaft
Der Kurort lebt vor allem vom Tourismus.